# Prince George-Omineca (circonscription britanno-colombienne)
Pour les articles homonymes, voir Prince George et Omineca.
Circonscription électorale provinciale du Canada
Prince George–Omineca est une ancienne circonscription provinciale de la Colombie-Britannique représentée à l'Assemblée législative de la Colombie-Britannique de 1991 à 2009.

## Géographie
La circonscription représentait le centre-nord de la province.

## Liste des députés
| Législature                                | Années                                 | Député                                 | Député                                 | Parti                                  |
| Prince George–Omineca Issue de Omineca     | Prince George–Omineca Issue de Omineca | Prince George–Omineca Issue de Omineca | Prince George–Omineca Issue de Omineca | Prince George–Omineca Issue de Omineca |
| ------------------------------------------ | -------------------------------------- | -------------------------------------- | -------------------------------------- | -------------------------------------- |
| 35e                                        | 1991–1994                              |                                        | Len Fox                                | Créditiste                             |
| 35e                                        | 1994-1996                              |                                        | Len Fox                                | Réformiste (en)                        |
| 36e                                        | 1996–2001                              |                                        | Paul Nettleton                         | Libéral                                |
| 37e                                        | 2001–2002                              |                                        | Paul Nettleton                         | Libéral                                |
| 37e                                        | 2002-2005                              |                                        | Paul Nettleton                         | Libéral indépendant                    |
| 38e                                        | 2005–2009                              |                                        | John Rustad                            | Libéral                                |
| Circonscription abolie, voir Nechako Lakes |                                        |                                        |                                        |                                        |